# Championnat du Japon de football 1970
Le Championnat du Japon de football 1970 est la sixième édition de la Japan Soccer League.

## Classement
| Pos | Club              | Pts | J  | G  | N | D  | Bp | Bc | Diff | Note                         |
| --- | ----------------- | --- | -- | -- | - | -- | -- | -- | ---- | ---------------------------- |
| 1   | Toyo Industries   | 23  | 14 | 11 | 1 | 2  | 33 | 5  | ＋28 | Champion                     |
| 2   | Mitsubishi Motors | 18  | 14 | 7  | 4 | 3  | 24 | 13 | ＋11 |                              |
| 3   | Hitachi           | 16  | 14 | 6  | 4 | 4  | 21 | 18 | ＋3  |                              |
| 4   | Yanmar Diesel     | 15  | 14 | 7  | 1 | 6  | 26 | 21 | ＋5  |                              |
| 5   | Furukawa Electric | 14  | 14 | 5  | 4 | 5  | 21 | 21 | ±0   |                              |
| 6   | Yawata Steel      | 13  | 14 | 5  | 3 | 6  | 31 | 29 | ＋2  |                              |
| 7   | Nippon Kokan      | 8   | 14 | 3  | 2 | 9  | 14 | 38 | －24 | Barrage promotion-relégation |
| 8   | Nagoya Bank       | 5   | 14 | 1  | 3 | 10 | 9  | 34 | －25 | Barrage promotion-relégation |

## Barrage promotion-relégation
| JSL          | Aller | Retour | Senior Cup                                 |
| ------------ | ----- | ------ | ------------------------------------------ |
| Nippon Kokan | 4-0   | 3-0    | Kofu Club (Finaliste de la Senior Cup)     |
| Nagoya Bank  | 1-0   | 1-1    | Toyota Motors (Vainqueur de la Senior Cup) |

Les deux clubs de D1 se maintiennent. Aucune relégation.

## Classement des buteurs
| Joueur             | Nombre de buts |
| ------------------ | -------------- |
| Kunishige Kamamoto | 16             |
| Yasuyuki Kuwahara  | 9              |
| Teruki Miyamoto    | 7              |